# Mundos Perdidos de 2001
Mundos Perdidos de 2001 (The Lost Worlds of 2001) é um livro de Arthur C. Clarke, escrito em 1972, em acompanhamento ao filme 2001: Uma Odisseia no Espaço, de 1968.
O livro em si consiste de uma série de notas escritas nos bastidores do filme por Arthur Clarke sobre o roteiro e gravação do filme, bem como as questões de produção. Entretanto, o conteúdo principal do livro são trechos do romance e um roteiro alternativo ao roteiro do filme. Finais alternativos, a cena onde o astronauta Frank Poole é perdido, e vários diálogos sobre o HAL 9000 também são apresentados no livro. Também está incluído o conto original que veio a inspirar 2001: Uma Odisseia no Espaço, "The Sentinel".
Posteriormente o autor escreveu três outras obras baseadas no livro (e roteiro) original de 2001: Uma Odisseia no Espaço, como forma de sequência: 2010: Uma Odisseia no Espaço II (1982), 2061: Uma Odisseia no Espaço III (1988) e 3001: A Odisseia Final (1997).